# Huize Het Gras

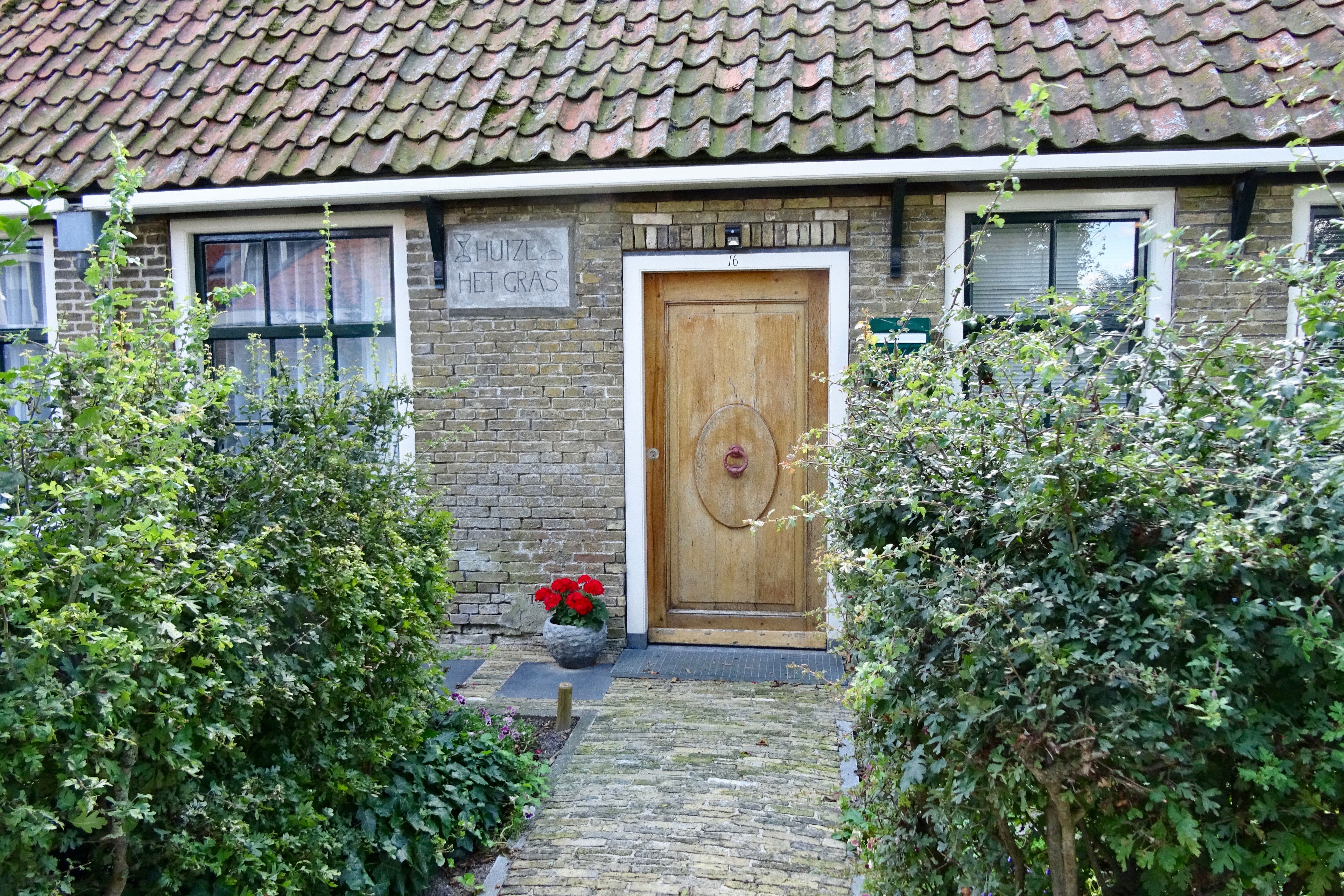
Huize Het Gras Greonterp, woonhuis van Reve, Teigetje en Woelrat

Huize Het Gras is de naam van een landarbeidershuisje in het Friese dorp Greonterp. Het komt regelmatig voor in de werken van Gerard Reve. 
Reve woonde er samen met Willem Bruno van Albada vanaf 1964. In 1969 voegde Henk van Manen zich bij hen. In 1971 verliet het trio Huize het Gras en vertrok naar Veenendaal. Vervolgens verhuisde Reve naar Weert, en in 1974 vertrok hij naar Frankrijk. 
Vooral in de brievenboeken uit de jaren 60 van de 20e eeuw wordt Huize Het Gras vaak genoemd. Inmiddels is het huisje uitgegroeid tot een bedevaartsoord voor Revianen.

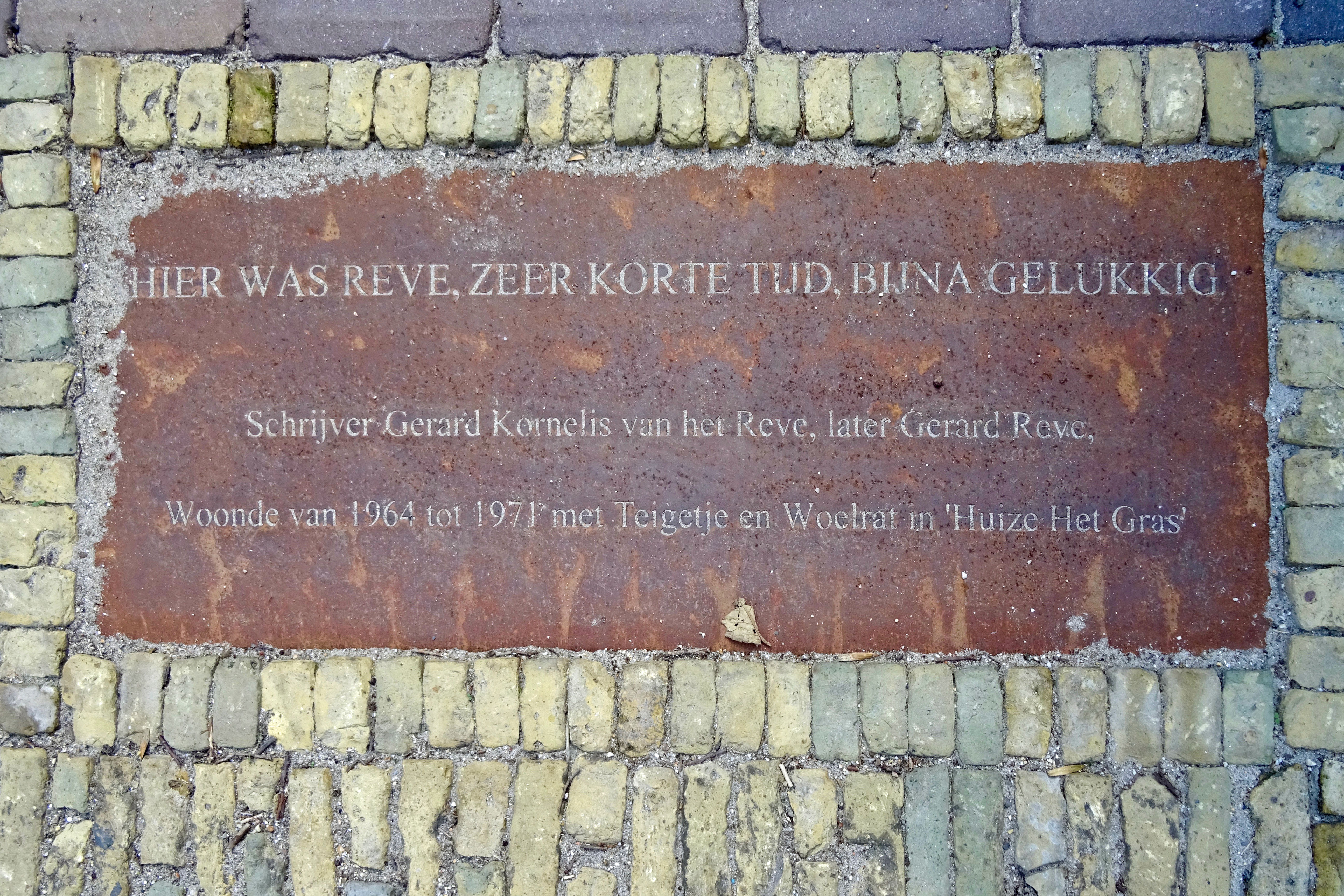
Plaquette met de tekst "Hier was Reve, zeer korte tijd, bijna gelukkig"
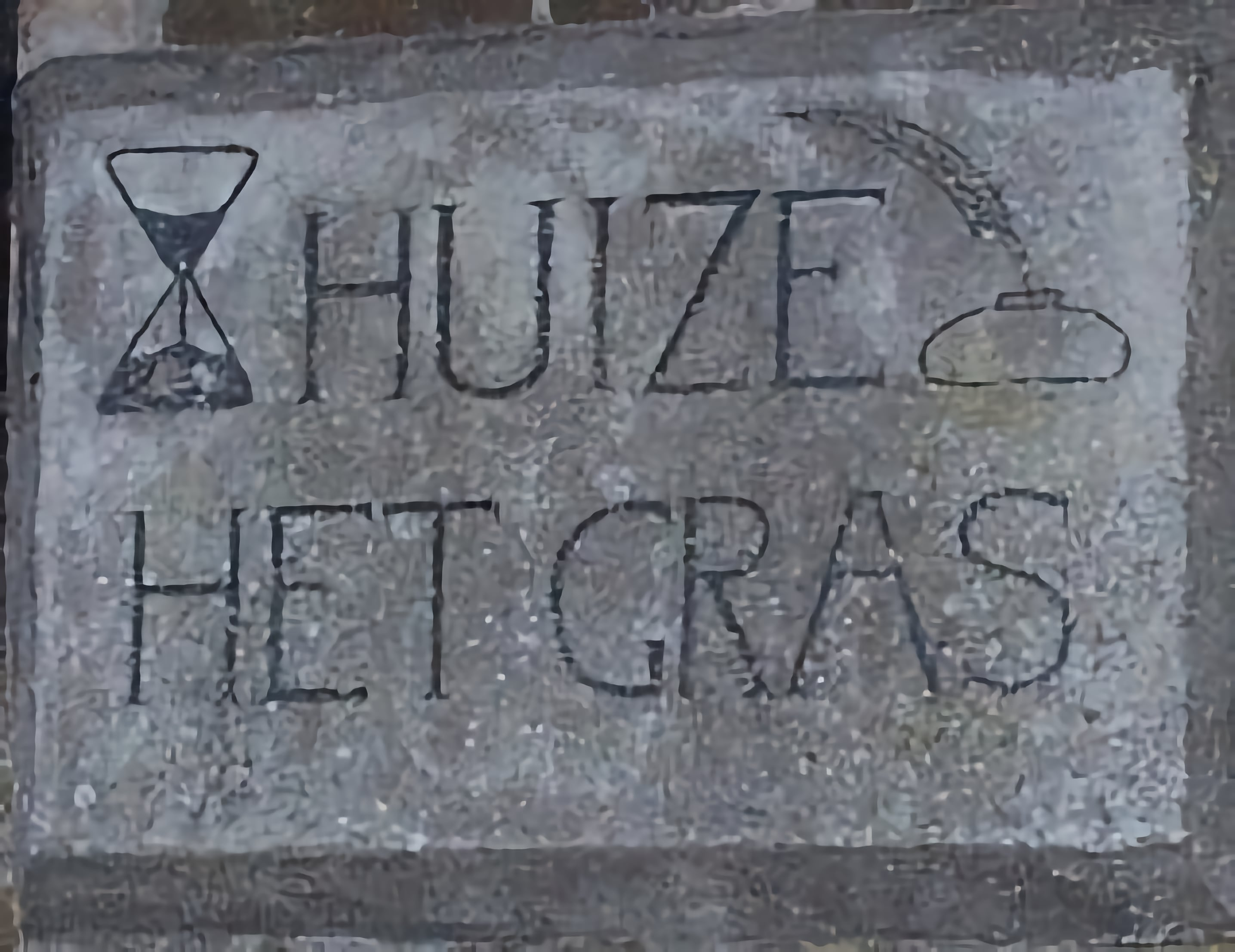
Gevelsteen "Huize "Het Gras"